# Al-Khansa
Tumadir bint Amru al-Harith bint al-Sharid, vanligen bara Al-Khansa, död 646, var en arabisk poet. Hon var samtida med Muhammed och konverterade så småningom till islam. Under hennes tidsperiod var kvinnliga poeters roll att skriva elegier (klagodikter) till de döda och framföra dem inför stammen i publika muntliga tävlingar. Al-Khansa vann respekt och berömdhet i dessa tävlingar med elegier till sina bröder Sakhr och Muawiya, som hade dött i krig.

## Al-Khansas liv
Al-Khansa föddes i en rik familj. År 612 dödades hennes bror Muawiya av medlemmar av en annan stam. Al-Khansa insisterade på att hennes bror Sakhr skulle hämnas sin bror, vilket han gjorde. Dock skadades Sakhr i samband med dådet och dog av sina skador ett år senare. Al-Khansa sörjde hans död med poesi.
Hon mötte profeten Muhammed år 629 och konverterade till islam. Muhammed sägs ha varit mycket imponerad av hennes poesi. Hon hade fyra söner, Yazeed, Mo'awiya, Amro och Amrh, vilka alla konverterade till islam. Hon uppmanade sina söner att utkämpa ett heligt krig (jihad), vilket de gjorde. De dog samtliga i Slaget vid Qadisiyah (cirka 636). När hon tog emot nyheten om sina söner sägs hon inte ha sörjt utan sade "Lovorda Allah som ärade mig med deras martyrdom. Jag ber till Allah att han låter mig återförenas med dem i Himlen".

## Eftermäle
Nedslagskratern Khansa på planeten Merkurius är uppkallad efter henne.